# Sperlonga
Sperlonga é uma comuna italiana da região do Lácio, província de Latina, com cerca de 3.091 habitantes. Estende-se por uma área de 18 km², tendo uma densidade populacional de 172 hab/km². Faz fronteira com Fondi, Itri.
Faz parte da rede das Aldeias mais bonitas de Itália e à rede das Cidades Cittaslow.

## Demografia
| Variação demográfica do município entre 1861 e 2011                               |
|                                                                                   |
| Fonte: Istituto Nazionale di Statistica (ISTAT) - Elaboração gráfica da Wikipedia |